# Velenice (okres Česká Lípa)
Velenice (německy Wellnitz) je obec v okrese Česká Lípa, ležící mezi obcemi Zákupy, Cvikov a Brniště. Žije zde 175 obyvatel.
Obec leží v v údolí potoka Svitavka při místní komunikaci Zákupy–Svitava. Podél této silnice leží několik kopců – Velenický, Brnišťský a Kamenický vrch.

## Historie

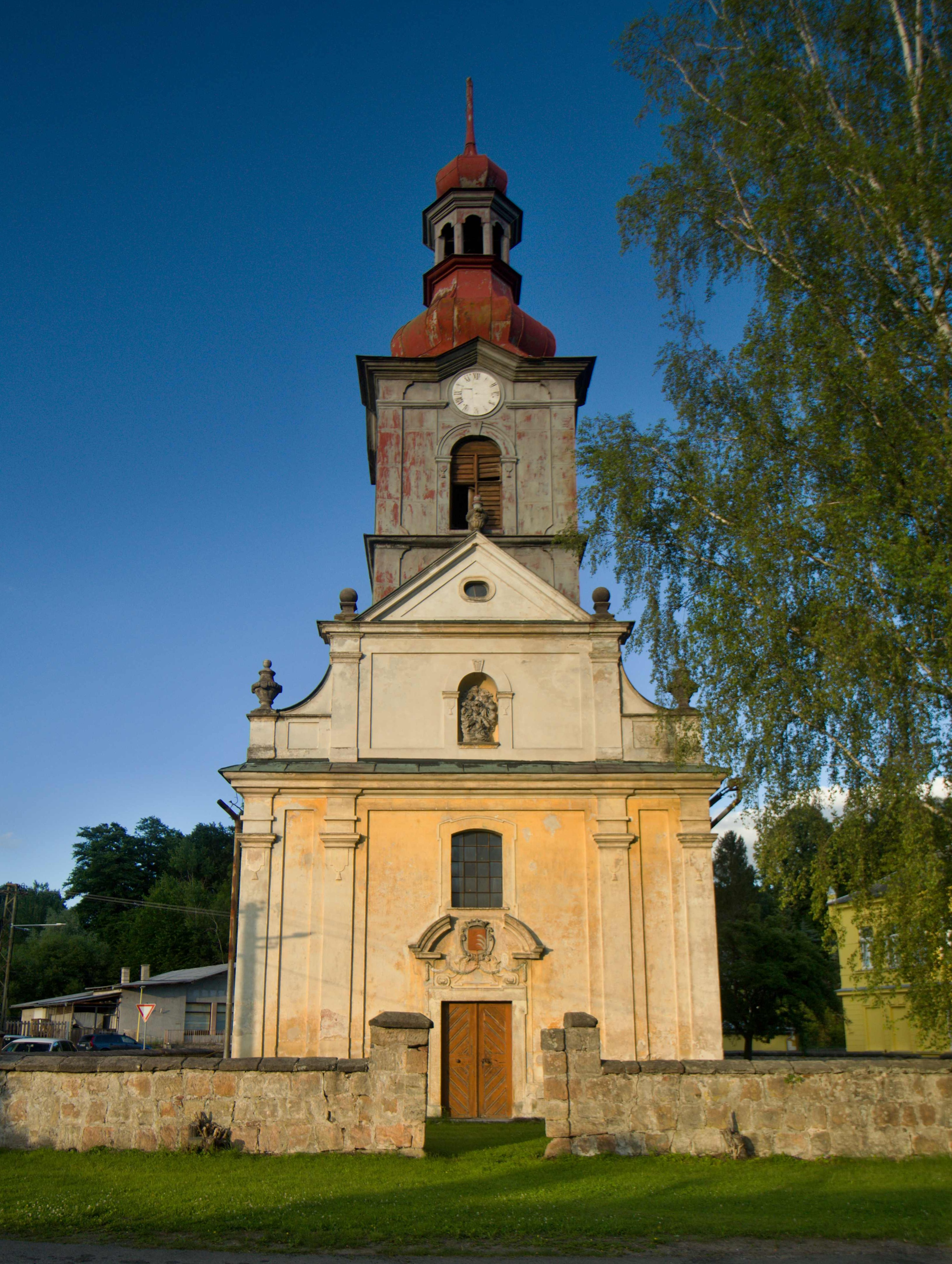
Kostel Nejsvětější Trojice

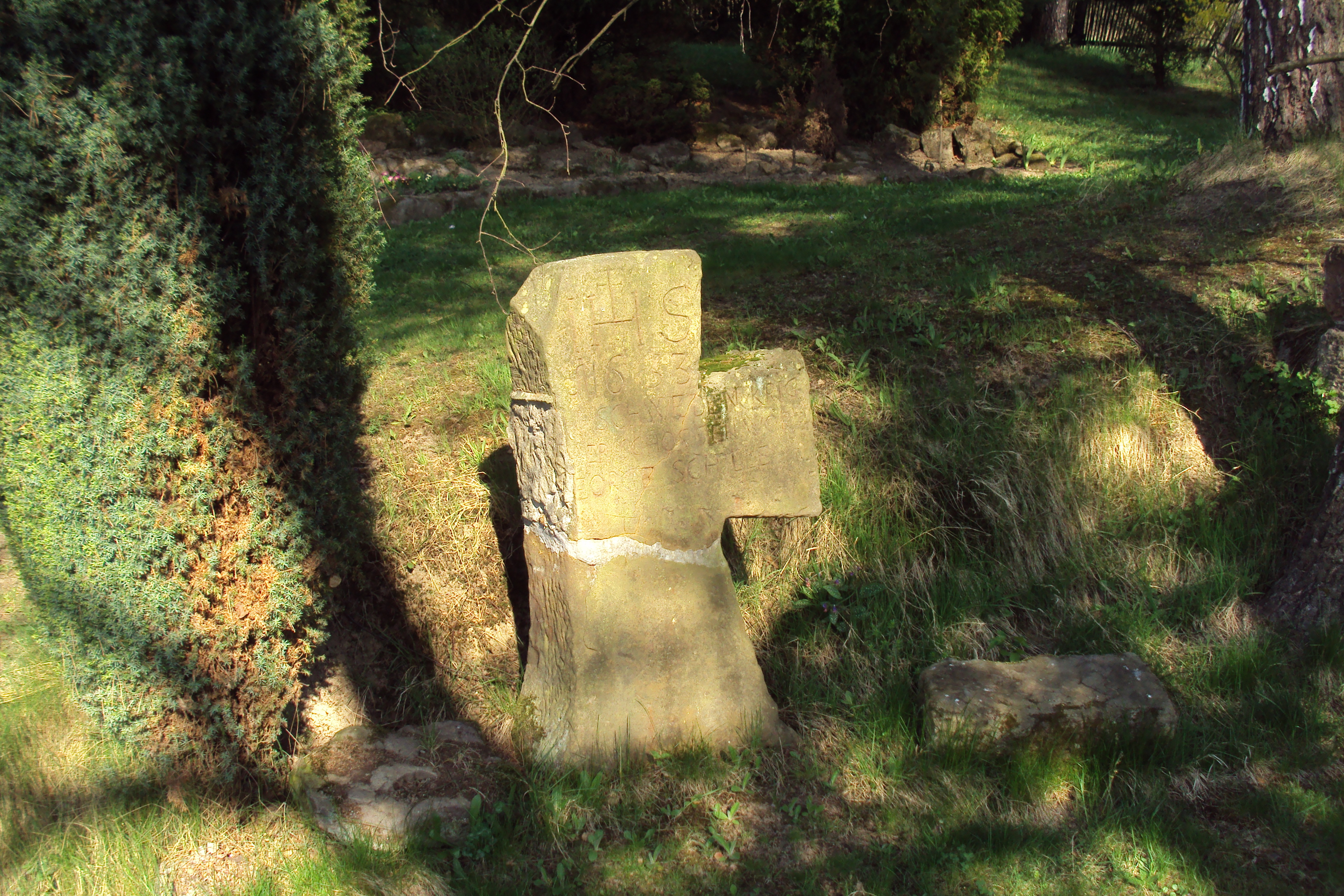
Smírčí kříž ve Velenicích

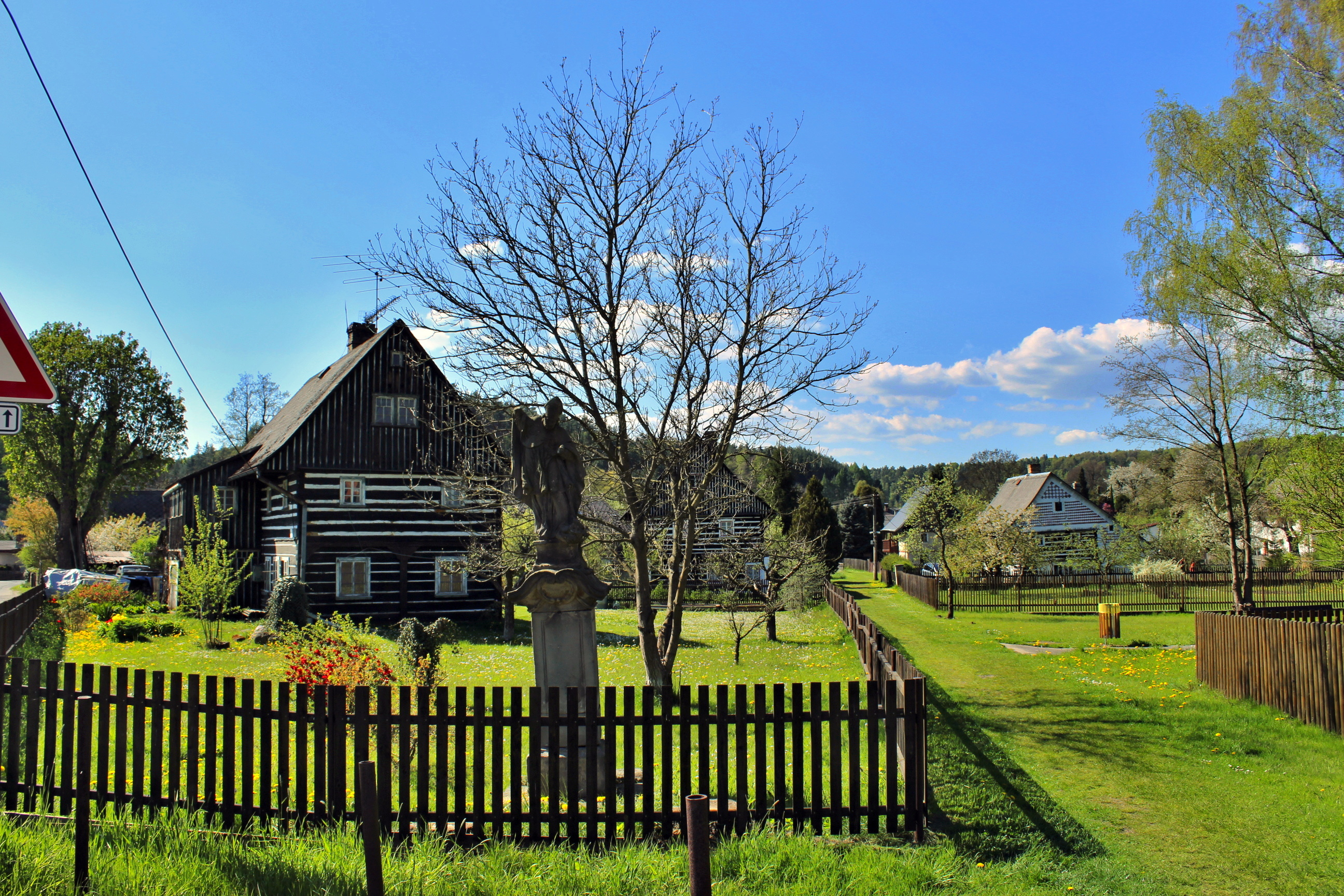
Typická architektura v obci

První písemná zmínka o vsi pochází z roku 1399 (jako Welnicz), ale nepřímé podklady svědčí o vzniku již před rokem 1319, kdy patřila do žitavského manství Ronovců. Ve středověku se jmenovala i Stranov. Ve 14. století patřily Velenice Hanuši Pancířovi ze Smojna (viz Pancířové ze Smojna), později Janovi a Petru Berkovým z Dubé a Lipé (viz Berkové z Dubé).

V letech 1981–1990 byla vesnice připojena k nedalekému městečku Zákupy, poté se opět osamostatnila.
Po říjnových volbách v roce 2010 starostu ing. Pechara nahradila Šárka Němečková. V roce 2013 obec rozhodla mít z finančních důvodů v čele neuvolněnou starostku, načež místo rezignující Šárky Němečkové funkci starostky převzala Irena Samková. Místopředsedou zůstal její manžel.

## Pamětihodnosti
Mezi nejvýznamnější památky v obci patří především barokní, farní kostel Nejsvětější Trojice z roku 1735, u něhož stála fara. Ten je od roku 1988 zapsán mezi státem chráněné památky. Uvnitř má tři oltáře, prostřední měl otáčecí svatostánek. Kostel je ve špatném stavu a chátrá, propadá se strop a v minulosti byl vykraden.
Vesnice je oblíbeným sídlem chalupářů, rekreantů z Prahy a České Lípy. Díky tomu, že se ve vsi zachovalo několik starších vesnických stavení, byla zde roku 1995 vyhlášena vesnická památková zóna.
- U silnice z Velenic do Brniště zhruba 300 metrů za vsí je do pískovcové skály vytesaná jeskyně Boží hrob, kterou v letech 1710–1711 vytesal místní hospodář Schille. Uvnitř je jeskyně – skalní kaple, kde se nachází reliéfy Kristova utrpení, vně jsou kamenné plastiky novější.[7]
- Za vsí na severní straně jsou znatelné a obtížně přístupné zbytky zříceniny středověké tvrze (Velenická tvrz), rodového sídla Pancířů ze Smojna. Zanikla asi kolem roku 1440 při odvetném tažení Lužického vojska.
- Na severní straně jsou nepatrné zbytky dalšího hrádku Výrov ze 13.–14. století.[8]
- Poblíž Velenické tvrzi na soukromé zahradě č.p. 19 stojí poškozený smírčí kříž z roku 1633. Tehdy byl postaven jako památka na rychtáře Georga Schilleho zastřeleného Švédy. Kříž sem byl přenesen z lipové aleje stojící o cca 300 metrů dál směrem k Lasvicím při velké těžbě dřeva.[9]

- Ve skalách nad silnicí z Velenic do Svitavy jsou Velenické lavičky s kamenným schodištěm.[10]

## Přírodní poměry
Vesnice leží v údolí potoka Svitavka (později přítok Ploučnice) při místní komunikaci ze Zákup do Svitavy patřící pod Cvikov. Okolo ní leží několik kopců, na východě Velenický kopec (417 m), nevýrazné Spálenisko (383 m), na severu Brnišťský vrch (490,7 m) a na jihu Kamenický kopec (435,6 m). Okolní kopce jsou řazeny do Cvikovské pahorkatiny, která je podcelkem Zákupské pahorkatiny.

## Jeskyně Pusté kostely
Poblíž obce u říčky Svitavky se nachází soustava umělých jeskyní, vyhloubených v pískovcových skalách. Natáčely se zde i filmy, např. pohádka S čerty nejsou žerty. Je zde i motorkářská jeskyně Pekelné doly, která je od roku 2003 upravena jako restaurace, kam mohou vjíždět motocykly, u silnice mezi obcí Svitava a Velenicemi. Její původní název je Nautilus a je součástí komplexu Pusté kostely na katastru nedaleké obce Svitava u Cvikova. U téže silnice o 300 metrů blíže k Velenicím je veřejně přístupná další jeskyně s mnoha navazujícími chodbami, zvaná Pustý kostel.

## Doprava

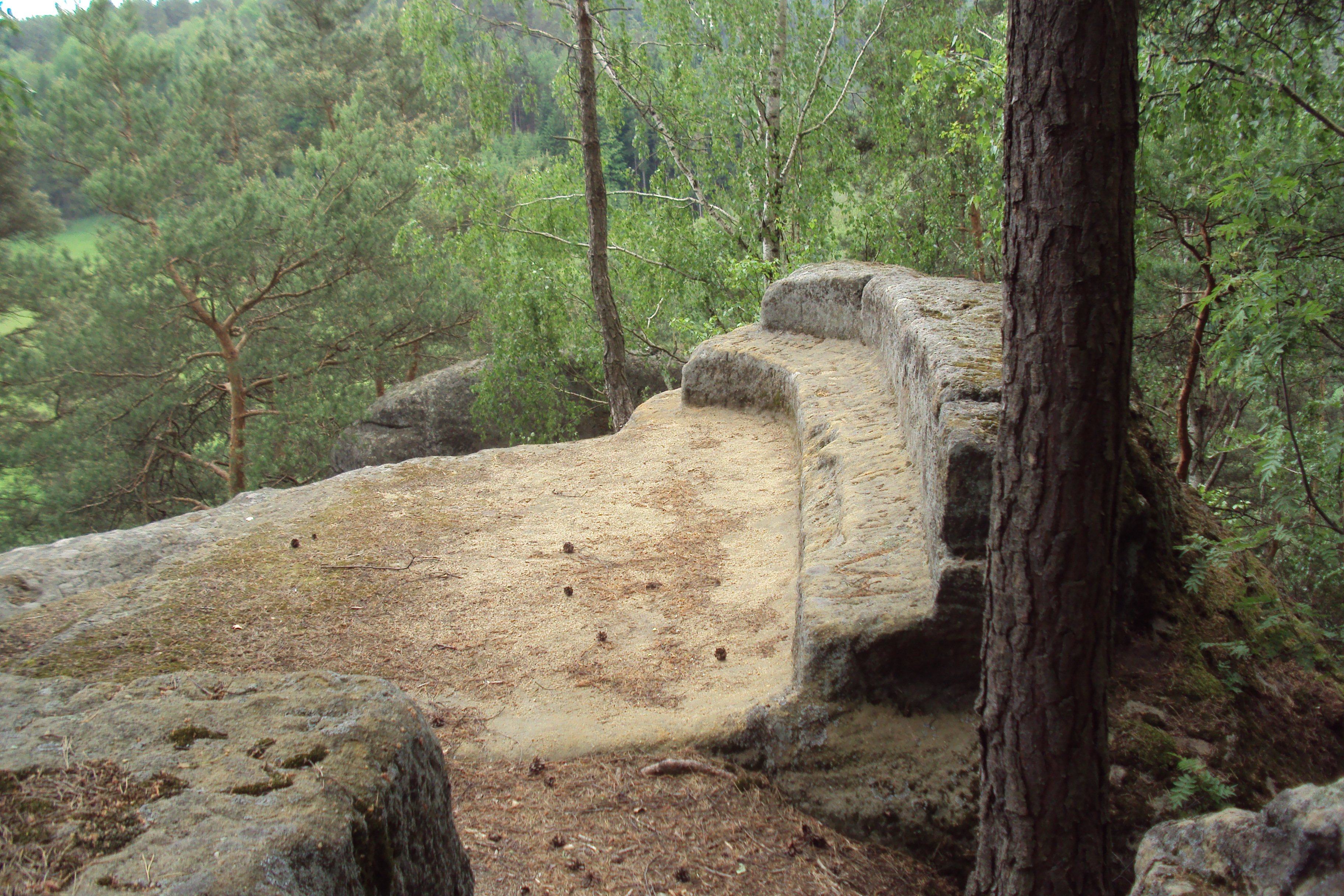
Velenické lavičky

Do obce zajíždí v pracovních dnech pravidelná autobusová linka ČSAD Česká Lípa č.500110 na trase z České Lípy do Mimoně. Železniční spojení zde není, nejblíže 5 km až v Zákupech. Přes obec vede cyklotrasa 3045 od Zákup do Brniště.

## Pověst
Místní pověst vypráví o zdejším chalupníkovi, kterého v lesích poblíž jeskyní nejdříve vyděsil a posléze obdaroval černý lovec se smečkou psů.